# Gephyrocrinus
Gephyrocrinus is een geslacht van zeelelies uit de familie Hyocrinidae.

## Soorten
- Gephyrocrinus grimaldii Koehler & Bather, 1902
- Gephyrocrinus messingi Roux & Lambert, 2011